# Stor-Svarven
Stor-Svarven är en sjö i Nordanstigs kommun i Hälsingland och ingår i Harmångersåns huvudavrinningsområde. Sjön har en area på 0,063 kvadratkilometer och ligger 157,6 meter över havet.

## Delavrinningsområde
Stor-Svarven ingår i det delavrinningsområde (687461-155623) som SMHI kallar för Inloppet i Ängbodtjärnen. Medelhöjden är 151 meter över havet och ytan är 5,75 kvadratkilometer. Räknas de 21 avrinningsområdena uppströms in blir den ackumulerade arean 151,64 kvadratkilometer. Gimmaån (Lingån) som avvattnar avrinningsområdet har biflödesordning 2, vilket innebär att vattnet flödar genom totalt 2 vattendrag innan det når havet efter 33 kilometer. Avrinningsområdet består mestadels av skog (88 procent). Avrinningsområdet har 0,06 kvadratkilometer vattenytor vilket ger det en sjöprocent på 1,1 procent.